# Orelec (Ukraina)
Orelec (ukr. Орелець) – wieś na Ukrainie w rejonie śniatyńskim obwodu iwanofrankiwskiego.